# Santuario della Madonna della Carraia
Il santuario della Madonna della Carraia sorge in localitá Carraia, piccola frazione nel comune di Castiglione del Lago, che dista dal medesimo comune 6,6 chilometri.

## Storia
La nascita del Santuario della Madonna della Carraia avvenne intorno al 1659, in seguito ad un evento miracoloso. La storia racconta di un gruppo di contadini impegnati in una partita di bocce nei pressi di una Maestà, dipinta tra il XVI e il XVII secolo. Uno dei contadini, evidentemente sfortunato al gioco o incapace, preso dalla rabbia, iniziò a bestemmiare di fronte alla Madonna. E disse: "Se anche questa volta il tiro della boccia non va bene, la prossima la tiro contro di te!". Il tirò andò male e, il contadino, come promesso, scagliò la boccia verso la Madonna, la quale venne colpita nel ciglio destro dell'occhio, dalla cui ferita sgorgarono lacrime di sangue. Tale evento, portò alla conseguente venerazione dell'edificio: il 23 agosto 1660, infatti, sopra alla lapide benedetta da Monsignor Lucarini Reginaldo da Trevi, vescovo di Città della Pieve, si ordinò la costruzione del Santuario. Fu seguito il progetto dell'architetto Guidobaldo Vignaroli, il quale si ispirò alle linee architettoniche del Bramante, e prevedeva una pianta a croce greca con pilastri in mattone e timpani in pietra serena, e con una cupula (costruita nel 1856 dall'architetto Giovanni Caproni da Fontignano) e un campanile a ventaglio costruito nel 1690. L'anno seguente, nel 1661, con una solenne cerimonia, l'intero edificio venne consacrato al culto. Tra il 1686 e il 1687, grazie a cospicue offerte, risale invece la costruzione della casa del cappellano, che includeva anche un grande appartamento riservato - fino alla seconda metà del XIX secolo - al vescovo diocesano, in occasione delle sue visite alla vicina parrocchia di Panicarola, e oggi adibito a salone per feste private.
Furono diversi gli artisti che collaborarono all'arricchimento del Santuario: nel 1761, Pietro Speroni, che faceva lo stuccatore di professione, si occupò della realizzazione degli altari laterali; nel 1792, il maestro Pietro da Perugia, realizzò invece il baldacchino posto sopra all'altare maggiore, splendido esempio di barocco, il quale contiene un'immagine della Madonna, che raffigura la Vergine che versa lacrime di sangue, in ricordo dell'evento. Tra i pittori, si possono ricordare Carlo Baiocchi di Panicarola, e Alessandro Santi da Perugia, i quali nel 1857 realizzarono i Quattro Evangelisti nei pennacchi e del tinteggio della Cupola e della chiesa.
Nel giugno del 2011, dopo un periodo di restauro, il Santuario è stato riportato al suo antico splendore.

## Reliquia di San Modesto Martire
Nel 1740, il Santuario della Madonna della Carraia, fu al centro di un grande evento. Venne, infatti, decretato lo spostamento da Roma dei resti (si tratta di un cranio), di San Modesto martire. Tale reliquia, conservata in una teca rifinita in oro, è tutt'oggi visitabile, all'interno dell'altare destro in Cornu evangelii.

## Eventi
Il Santuario della Madonna della Carraia è stato al centro di una grande festa popolare, organizzata ogni anno dal comitato del paese nell'ultima domenica di agosto. Tale festa, che coinvolgeva l'intero paese  ha avuto il suo inizio intorno agli anni '50, e il suo epilogo nel 1998 circa. Della festa, però, sono rimasti tuttora due eventi: la solenne processione, che si celebra il venerdì, partendo dal Santuario con la statua della Madonna fino ad arrivare nella piccola piazzetta del paese, e la Santa Messa, celebrata la domenica, giorno con il quale si concludono i festeggiamenti.
Dal 2011, per valorizzare il complesso religioso, è stata riproposta  - grazie ad alcuni abitanti, ma con un forte coinvolgimento anche dei paesi confinanti - una tradizione interrotta negli anni sessanta: ovvero la recita del rosario nel mese di maggio (dal lunedì al sabato, alle ore 18:00), poiché quel mese è dedicato alla celebrazione di Maria Santissima, secondo il culto della chiesa cattolica.